# Rysäkari, Pyttis
Rysäkari är en ö i Finland. Den ligger i Finska viken och i kommunen Pyttis i den ekonomiska regionen  Kotka-Fredrikshamn i landskapet Kymmenedalen, i den södra delen av landet. Ön ligger omkring 11 kilometer sydväst om Kotka och omkring 100 kilometer öster om Helsingfors.
Öns area är 1 hektar och dess största längd är 200 meter i sydöst-nordvästlig riktning.